# Giải vô địch bóng đá U-19 Đông Nam Á 2010
Giải vô địch bóng đá U-19 Đông Nam Á 2010 (tiếng Anh: AFF U-19 Youth Championship 2010) được tổ chức tại Việt Nam diễn ra từ ngày 24 đến ngày 30 tháng 7 năm 2010 do Liên đoàn bóng đá Đông Nam Á tổ chức. Tham dự giải lần này có đủ 4 đội từ hai liên đoàn khu vực: Việt Nam, Thái Lan thuộc Liên đoàn bóng đá Đông Nam Á cùng thành viên không chính thức Úc và đội khách mời Hàn Quốc thuộc Liên đoàn bóng đá Đông Á. Công ty Sơn Kova tài trợ chính cho giải..

## Địa điểm thi đấu
Tất cả các trận đấu đều diễn ra ở Sân vận động Thống Nhất, Thành phố Hồ Chí Minh.

## Trọng tài
Tham gia điều khiển các trận đấu có 8 trọng tài cấp FIFA bao gồm:
Trọng tài chính:
- Krishnan Ramachandran
- Phùng Đình Dũng
- Midi Nitrorejo Setiyono
- U Win Htut

Trợ lý trọng tài:
- Idzha Salim
- Kuong Ly
- Ngadiman Riswanda
- Nguyễn Phong Vũ

Giám sát trận đấu:
- Amandio A.Sarmento

Giám sát trọng tài:
- John Chia

## Lịch và kết quả thi đấu

### Vòng bảng
Bốn đội tham dự sẽ thi đấu vòng tròn một lượt tính điểm. Hai đội đầu bảng sẽ tham gia trận chung kết. Hai đội còn lại sẽ tranh hạng ba.
Giờ thi đấu tính theo giờ địa phương (UTC+7)
|  | Đội giành quyền vào chung kết.     |
|  | Đội giành quyền vào tranh giải ba. |

| Đội      | Số trận | Thắng | Hòa | Thua | Bàn thắng | Bàn thua | Hiệu số | Điểm |
| -------- | ------- | ----- | --- | ---- | --------- | -------- | ------- | ---- |
| Úc       | 3       | 2     | 1   | 0    | 6         | 2        | +4      | 7    |
| Thái Lan | 3       | 0     | 3   | 0    | 2         | 2        | 0       | 3    |
| Hàn Quốc | 3       | 0     | 2   | 1    | 1         | 2        | −1      | 2    |
| Việt Nam | 3       | 0     | 2   | 1    | 3         | 6        | −3      | 2    |

| Úc                   | 1 – 0    | Hàn Quốc |
| -------------------- | -------- | -------- |
| Dimitri Petratos 23' | Chi tiết |          |

| Việt Nam             | 1 – 1    | Thái Lan              |
| -------------------- | -------- | --------------------- |
| Nguyễn Văn Thạnh 76' | Chi tiết | Natthawut Khamrin 49' |

| Thái Lan            | 1 – 1    | Úc                |
| ------------------- | -------- | ----------------- |
| Pattana Sokjoho 71' | Chi tiết | Brendan Hamill 4' |

| Hàn Quốc      | 1 – 1    | Việt Nam              |
| ------------- | -------- | --------------------- |
| Lee Ki-Je 58' | Chi tiết | Nguyễn Văn Thạnh 90+' |

| Hàn Quốc | 0 – 0    | Thái Lan |
| -------- | -------- | -------- |
|          | Chi tiết |          |

| Việt Nam             | 1 – 4    | Úc                                                                            |
| -------------------- | -------- | ----------------------------------------------------------------------------- |
| Nguyễn Văn Thạnh 57' | Chi tiết | Mustafa Amini 1' · Mathew Leckie 14' · Benjamin Halloran 40' · Eli Babalj 73' |

### Tranh hạng ba
| Việt Nam | 1 – 1    | Hàn Quốc                                                                                                   |
| --- | -------- | --- |
| Ngô Hoàng Thịnh 51'                                                                                               | Chi tiết | Kim Ryun-Do 9'                                                                                             |
| Loạt sút luân lưu                                                                                                 |          | |
| Nguyễn Đình Bảo · Ngô Hoàng Thịnh · Phạm Văn Nam · Đinh Việt Tú · Lê Quốc Phương · Nguyễn Văn Ngọ · Lê Thái Quang | 6 – 7    | Lee Jong-Ho · Kim Young-Wook · Choi Seung-Keun · Lee Ki-Je · Jang Hyung-Soo · Lee Jae-Gwan · Kim Young-Nam |

### Chung kết
| Úc             | 1 – 0    | Thái Lan |
| -------------- | -------- | -------- |
| Eli Babalj 81' | Chi tiết |          |

## Vô địch
| Vô địch Giải vô địch bóng đá U-19 Đông Nam Á 2010 Úc Lần thứ 2 |

## Cầu thủ ghi bàn
3 bàn
- Nguyễn Văn Thạnh

2 bàn
- Eli Babalj

1 bàn
| - Mustafa Amini - Benjamin Halloran - Brendan Hamill - Mathew Leckie - Dimitri Petratos | - Kim Ryun Do - Lee Ki-Je - Natthawut Khamrin - Pattana Sokjoho - Ngô Hoàng Thịnh |  |  |